# 73640 Бірманн
73640 Бірманн (73640 Biermann) — астероїд головного поясу, відкритий 5 вересня 1977 року.
Тіссеранів параметр щодо Юпітера — 3,291.